# Zeche Morgenstern ins Osten
Die Zeche Morgenstern ins Osten im Wittener Ortsteil Vormholz-Hardenstein ist ein ehemaliges Steinkohlenbergwerk im Ruhrgebiet. Das Bergwerk war über 40 Jahre als Stollenbergwerk in Betrieb.

## Bergwerksgeschichte
Im Jahr 1774 wurde das Grubenfeld vermessen, das Bergwerk war zu diesem Zeitpunkt vermutlich bereits in Betrieb. Da es im Bereich des Grubenfeldes von Morgenstern ins Osten keinen tiefen Wasserlösungsstollen gab, wurde im Jahr 1791 ein Vertrag mit der benachbarten Zeche Kurze Eggersbank geschlossen. Aufgrund des Vertrages verlängerte die Zeche Kurze Eggersbank ihre im Südflügel der Hardensteiner Mulde aufgefahrenen Grundstrecke bis ins Grubenfeld von Morgenstern ins Osten. Dadurch war es nun möglich, das Grubenwasser von Morgenstern ins Osten über diese Grundstrecke abzuleiten. Ab dem Jahr 1798 war das Bergwerk nachweislich in Betrieb. Die abgebauten Kohlen wurden über einen tonnlägigen Schacht nach über Tage gefördert. Dort wurden die Kohlen mittels Karren über Schiebewege bis zur Kohlenniederlage an der Ruhr transportiert. Ab dem Jahr 1800 bestand auch im Nordflügel der Hardensteiner Mulde ein Verbindungsquerschlag zur Zeche Morgenstern ins Westen. Über diese Verbindung wurde nun das Grubenwasser von Morgenstern ins Osten abgeleitet. Im Jahr 1803 wurde von der Zeche Morgenstern ins Osten begonnen, zusammen mit den Zechen Carthäuserloch, Vereinigte Reiger, Morgenstern ins Westen und Weselbank, den Vereinigungsstollen aufzufahren. Dadurch war es dem Bergwerk nun möglich, die Förderwege zu verkürzen.
Ab dem Jahr 1815 wurde das Bergwerk als Zeche Morgenstern ins Osten über der Stollensohle bezeichnet. Im Jahr 1816 wurde eine Kohlenschleppbahn zur Ruhr erstellt. Diese Bahn hatte eine Länge von 40 Lachtern und reichte bis zur Kohlenniederlage an der Ruhr. Am 4. Oktober desselben Jahres wurden zwei Längenfelder verliehen. Die Verleihung erfolgte oberhalb der Stollensohle vorbehaltlich älterer Rechte der Zeche Carthäuserloch. Im Jahr 1827 wurde die abgebauten Kohlen des Bergwerks durch den Vereinigungsstollen gefördert. Im Jahr 1824 beteiligte sich das Bergwerk zusammen mit den Zechen Turteltaube, Frielinghaus, Eleonora, Nachtigall und Louisenglück am Bau der Muttentalbahn. Im Jahr 1839 konsolidierte das Bergwerk unter der Stollensohle mit weiteren Bergwerken zur Zeche Vereinigte Morgenstern & Kurzeeggerbänker Tiefbau. Im November desselben Jahres wurde die Zeche Morgenstern ins Osten oberhalb der Stollensohle stillgelegt. Im Jahr 1840 wurde die Berechtsame von der Zeche Vereinigte Morgenstern Tiefbau übernommen. Im Jahr 1841 wurde im Grubenfeld der Zeche Morgenstern ins Osten noch einmal für kurze Zeit Kohle abgebaut.

## Förderung und Belegschaft
Die ersten Förderzahlen stammen aus dem Jahr 1830, es wurden 9916 Tonnen Steinkohle gefördert. Im Jahr 1835 wurden 10.510 Tonnen Steinkohle gefördert. Die ersten bekannten Belegschaftszahlen des Bergwerks stammen aus dem Jahr 1838, damals waren 15 Bergleute auf dem Bergwerk beschäftigt, die eine Förderung von 17.788 preußischen Tonnen Steinkohle erbrachten. Die letzten bekannten Förderzahlen des Bergwerks stammen aus dem Jahr 1839, in diesem Jahr wurde eine Förderung von 16.296 preußischen Tonnen Steinkohle erbracht.